# Kopi luwak
Kopi luwak je najdražja vrsta kave, ki jo pridelujejo v Indoneziji.
Sam proizvodnji postopek je sledeč: cibetovke, ki se hranijo z zrni kave, le-te iztrebijo neprebavljene. Zaradi posebnega prebavnega sistema in encimov, ki sodelujejo pri prebavi, tako zrna dobijo poseben okus, kar se nato opazi pri aromi skuhane kave. Iztrebljena zrna nato delavci poberejo, očistijo in prodajo. Zaradi tega dolgotrajnega postopka in dejstva, da na leto lahko pridelajo le okoli 500 kg, se lahko cena povzpne na 175 dolarjev za pol kilograma.